# Archipolydesmus altibaeticus
Archipolydesmus altibaeticus es una especie de miriápodo de la familia Polydesmidae, endémica del sur de la España peninsular; se encuentra a gran altitud en el medio subterráneo superficial de Sierra Nevada.